# Edifici Correus i Telègrafs de Sabadell
L'Edifici Correus i Telègrafs de Sabadell és una obra eclèctica de Sabadell (Vallès Occidental) inclosa a l'Inventari del Patrimoni Arquitectònic de Catalunya.

## Descripció
Edifici públic, monumentalista, que presenta semisoterrani, planta baixa i pis, ocupant tot un front d'illa. És de composició simètrica, emfatitzada per un frontó central sota el qual es troba una gran àliga imperial. L'edifici està ornat amb unes pilastres embegudes de dues plantes d'alçada. El vestíbul públic de l'interior és de doble alçada. Presenta obertures rectangulars tant a planta baixa com a pis.

## Història
Aquest edifici es va construir en el mateix indret on hi havia una plaça amb jardins.